# ماما میا! (آلبوم چندآهنگه)
ماما میا! (انگلیسی: Mamma Mia!) چهارمین آلبوم چندآهنگه از گروه پسرانۀ اهل کره جنوبی اس‌اف۹ است که در ۲۶ فوریه ۲۰۱۸ توسط اف‌ان‌سی انترتیمنت منتشر شد. این آلبوم از شش قطعه، از جمله «Mamma Mia» تشکیل شده است.

## موفقیت تجاری
آلبوم بیش از ۱۱۰۶۰ نسخه در کره جنوبی فروخت. در جدول گائون کره در رتبه سوم قرار گرفت.